# Cor Jesu (Nápoly)
A Cor Jesu, teljes nevén Cor Jesus ed ex educandato della Santissima Concezione a San Raffaele Nápoly történelmi központjának egyik temploma.

## Története
Az épületegyüttest, amelynek a templom is része az 1586-os években kezdték építeni az Ágoston-rendiek. A következő században a protestánsok szerezték meg, majd miután 1865-ben kiűzték őket, magántulajdonba került. Két alkalommal építették át, így teljesen elveszítette eredeti arculatát. A templomot szentek szobrai díszítették valamint egy Navarretto által faragott síremlék. A freskók közül csak a kápolnákban maradt meg néhány. A templombelsőt néhány ismeretlen szerzőtől származó festmény díszíti. A most álló templom, amely 2011-re épült fel, a Santissima Concezione al vico San Raffaele-templom 19. századi állapotának rekonstrukciója. A templomhoz tartozó épület eredetileg iskolaként működött.

## Leírása
Homlokzata két szintes. Az első szinten található a neogótikus ívű portál, amelynek belső fele faragott. A második szint íves kialakítású, két-két dór oszlop fog közre egy rózsaablakot.